# Félix Berenguer de Marquina
Félix Berenguer de Marquina (Alicante, 20 novembre 1733 – Alicante, 30 ottobre 1826) fu un ufficiale della marina spagnola, ufficiale coloniale e, tra il 30 aprile 1800 ed il 4 gennaio 1803, viceré della Nuova Spagna.

## Gioventù ed inizio della carriera
Berenguer de Marquina nacque in Spagna in una famiglia di umili origini, nel 1736. Entrò nella marina molto giovane. Il 30 aprile 1754 sostenne l'esame da cadetto. In seguito operò sulle navi durante la guerra nel mar Mediterraneo e nell'oceano Atlantico.
Era un tipo studioso, e divenne professore di matematica ed astronomia presso l'accademia navale di Cartagena (1757-69). Nel 1789 fu nominato direttore dell'organizzazione dei piloti della flotta.
Dal 1º luglio 1788 al 1º settembre 1793 fu Governatore delle Filippine. Il 15 agosto 1789, per decreto reale, Manila divenne un porto aperto a tutti i prodotti tranne quelli europei. Propose un progetto di riforma del governo.
Berenguer tornò in Spagna nel 1795, assumendo un incarico nell'amministrazione della marina. Nel 1799 fu promosso tenente generale della marina.

## Viceré della Nuova Spagna
Era al comando di uno squadrone della marina spagnola quando, l'8 novembre 1799, re Carlo IV lo nominò viceré e capitano generale della Nuova Spagna, e presidente della relativa Audiencia. Durante il viaggio da Cuba a Veracruz fu fatto prigioniero dai britannici nei pressi di Capo Catoche, nella penisola dello Yucatán (Quintana Roo). Fu condotto in Giamaica, trattato con molta cortesia, ed in seguito gli fu permesso di riprendere il viaggio col suo schooner, il Kingston, assieme al suo segretario.
Accettò il trasferimento dell'autorità nei suoi uffici il 29 aprile 1800, a Villa de Guadalupe, facendo l'ingresso formale a Città del Messico il giorno seguente.
In questo periodo i britannici dominavano entrambe le coste della Nuova Spagna. Essi contrabbandavano grandi quantità di merce tra gli Stati Uniti e le isole caraibiche, catturando le navi commerciali spagnole. Berenguer fornì ulteriori risorse alla marina spagnola, ma si dimostrarono incapaci di fronteggiare il problema. Formò il reggimento dei granatieri, composto da dodici compagnie provenienti da sei gruppi provinciali. Temendo le scorribande degli inglesi, rinforzò le guarnigioni di Veracruz ordinandò che i beni di valore fossero spostati a Jalapa e qui difesi. Rinforzò i presidi settentrionali per respingere gli attacchi americani.
Il 1º ottobre 1800 la Spagna restituì il territorio della Louisiana alla Francia, che poco dopo lo vendette agli Stati Uniti.

## Cospirazioni e ribellioni indiane
Il 1º gennaio 1801, Indio Mariano fece partire un'insurrezione sulle montagne di Tepic. Mariano, con molti seguaci, tentava di ristabilire l'impero azteco. I ribelli combattevano con una bandiera composta dai colori della Vergina di Guadalupe. Quando Fernando Abascal, presidente dell'Audiencia di Guadalajara, apprese la notizia della ribellione, inviò il capitano Salvador Hidalgo (o Fidalgo) della marina ed il capitano Leonardo Pintado della milizia a combatterli. I ribelli furono sconfitti. Furono presi molti prigionieri, e molti altri indiani furono obbligati a rifugiarsi sulle montagne, ma Mariano riuscì a fuggire. Non fu mai catturato dagli spagnoli. I prigionieri furono trasferiti a Guadalajara, e molti furono rilasciati.
Nel gennaio del 1801 Francisco Antonio Vázquez, ufficiale della marina, fu denunciato per cospirazione, ma non furono mai esibite prove dell'accusa.
A Teocelo, Veracruz, Pedro Martín guidò una nuova ribellione. Altri tentativi furono fatti dagli indigeni di Nayarit, Durango, Guanajuato, Jalisco e Sonora.

## Uccisione di Philip Nolan
Berenguer fece uccidere i contrabbandieri americani guidati da Philip Nolan nel nord della colonia. Nolan era nato attorno al 1771, probabilmente in Kentucky. Era molto vicino al generale ed avventuriero statunitense James Wilkinson, co-cospiratore di Aaron Burr. Dopo il 1791 Nolan iniziò a commerciare e contrabbandare con la Nuova Spagna, e ad importare cavalli selvaggi dal Texas. Secondo gli spagnoli si trattava di una spia ed un ribelle, per cui inviarono truppe ad arrestarlo nel 1801. Fu ucciso in battaglia nei pressi dell'odierna Waco, in Texas. La sua banda fu catturata viva e spedita a lavorare nelle miniere della Nuova Spagna settentrionale. La contea di Nolan, in Texas, prende da lui il nome. Edward Everett Hale usò il suo nome per il protagonista di The Man Without a Country un racconto pubblicato anonimo nel dicembre 1863 su The Atlantic.

## Ultimo periodo dell'amministrazione in Nuova Spagna
Berenguer estese a tutta la colonia il requisito che nessuno sarebbe stato ammesso ai raduni delle gilde o delle confraternite senza essere vestito in modo decente. Permise alle donne di fare lavori adatti alla decenza, anche se le ordinanze lo pribiviano.
Il 5 ottobre 1801 un terremoto ad Oaxaca distrusse la nuova chiesa del convento gesuita di La Concepción.
Nel giugno 1801 la Spagna stipulò la pace con il Portogallo, e nel 1802 con l'Inghilterra. La notizia dei trattati giunse in Messico il 9 settembre 1802. Grazie alla pace, i prezzi dei beni europei scesero drasticamente. Nel 1802 fu rinnovato il pagamento dei tributi alla Spagna.
Berenguer era perseverante, onorevole e valoroso, ma poco abile nell'arte del governo. Le sue opere pubbliche a Città del Messico furono molto limitate (una fontana che non fornì mai acqua ed il completamento della statua equestre di Carlo IV fatta da Manuel Tolsá).
Berenguer, disgustato dal rigetto di alcune sue scelte, diede le dimissioni. Lasciò il titolo al suo successore, José de Iturrigaray, nel gennaio del 1803. Tornò in Spagna, dove prese parte alla guerra con la Francia. Morì nella sua città natale nel 1826.